# Хегерманн, Дидерик
Дидерик Хегерманн (норв. Diderich Hegermann; 6 декабря 1763, Альтона, Шлезвиг-Гольштейн — 7 февраля 1835, Кристиансанн) — норвежский военный и государственный деятель, генерал-майор, военный министр Норвегии (1815—1816).

## Биография
Представитель старинной офицерской семьи. Его отец подполковник и комиссар пехотных войск Кей Детелеф Хегерманн.
Следуя семейной традиции, выбрал военную карьеру. В 1776 году вступил в армию кадетом, служил сержантом до 1786 года. в 1786 году стал лейтенантом кадетского корпуса в Копенгагене. В 1790 году — капитан. В 1800 году произведён в майоры и назначен командиром военной школы в Христиании. Зимой 1808/1809 года участвовал в войне против Швеции на норвежско-шведской границе. В 1808 г. получил чин подполковника, с 1812 г. командовал Опландским пехотным полком. В звании полковника участвовал в шведско-норвежской войне (1814). Руководил обороной цитадели Лангнес.
Генерал-майор с 1814 года.
В 1814 году принимал участие в Учредительном собрании Норвегии, которое приняло Конституцию Норвегии. Был членом Конституционного комитета. Позже служил статским советником по армии и флоту, государственным советником военной администрации Норвегии в 1814 и 1814—1815 годах и военным министром в 1815—1816 годах. В 1817 году ушёл с государственной службы.
После выхода на пенсию стал землевладельцем и бизнесменом, занялся лесозаготовками, руководил лесопилками и верфью.
Его братом был генерал-майор Йохан Хенрик Хегерманн-Линденкроне, а племянником был военачальник генерал Кай Хегерманн-Линденкроне (1807–1893).
Умер от брюшного тифа.